# Júnior Maranhão
Iraneuton Sousa Morais Júnior meglio conosciuto come Júnior Maranhão (São Luís, 22 luglio 1986) è un calciatore brasiliano con cittadinanza rumena, difensore del Metaloglobus.

## Caratteristiche tecniche
È un terzino sinistro.

## Carriera
Ha giocato dal 2010 al 2019 nella massima serie rumena.

## Palmarès

### Club

#### Competizioni nazionali
- Coppa di Romania: 1

Astra Giurgiu: 2013-2014
- Supercoppa di Romania: 1

Astra Giurgiu: 2014